# Зимняя Спартакиада народов СССР 1990
VII зимняя Спартакиада народов СССР  — финалы проходили в Киеве, Львовской области, Латвии, Красноярске и Челябинской области в с 3 февраля по 18 апреля 1990 года.
На Спартакиаде вновь разыгрываются медали чемпионатов СССР в ряде видов спорта, кроме конькобежного спорта и фигурного катания.
Стала последней зимней Спартакиадой народов СССР, ввиду распада СССР в 1991.
Хоккеисты, фигуристы, конькобежцы соревновались в Киевском дворце спорта ЛДС ВДФСО профсоюзов, прыгуны с трамплина, лыжники и горнолыжники в спорткомплексе «Тысовец», саночники и бобслеисты в Сигулде, соревнования по хоккею с мячом прошли в Красноярске, по натурбану (санному спорту на естественных трассах) — в Златоусте. Победителями стали фигуристы Владимир Петренко (Украинская ССР), пара Евгения Шишкова и Вадим Наумов (Ленинград), Ольга Маркова (Ленинград), танцоры Илона Мельниченко и Геннадий Каськов (Москва), хоккейная команда Москвы, прыгун с трамплина Дионис Воднев (70 м, Казахская ССР), Сергей Чумак (Белорусская ССР) и Кахабер Цакадзе (Грузинская ССР) (90м), в командных соревнованиях на 70 метровом трамплине лучшими были прыгуны из Казахской ССР, Украинской ССР, Горьковской области, Ольга Лычкина (Москва), Сергей Щуплецов (Москва) (могул), Лина Черязова (Узбекская ССР), Сергей Бут (Украина) (фристайл акробатика), лыжники на дистанциях 15 и 30 км — Владимир Смирнов (Казахская ССР), 10 км — Любовь Егорова (Ленинград), 15 км, свободным стилем — Михаил Ботвинов (Москва), команда РСФСР-2 в лыжной эстафете 4×10 км, на дистанции 1500 м по шорт-треку Сергей Лымарь (Ленинград) и Марина Пылаева (Сыктывкар), и другие.

## Хоккей
Призёры

. Москва

Вратарь: Максим Михайловский (ЦСКА).

Защитники: Сергей Зубов (ЦСКА), Игорь Малыхин (ЦСКА), Дмитрий Мотков (ЦСКА).

Нападающие: Вячеслав Буцаев (ЦСКА), Андрей Коваленко (ЦСКА), Игорь Королёв («Динамо»), Андрей Потайчук («Крылья Советов»), Алексей Жамнов («Динамо»), Виктор Гордиюк («Крылья Советов»), Борис Быковский («Крылья Советов»), Олег Петров (ЦСКА), Алексей Кудашов («Крылья Советов»).

Главный тренер Игорь Тузик, тренер Владимир Попов.
. Украинская ССР

Вратари: Сергей Ткаченко («Сокол»), Андрей Голубчик (ШВСМ).

Защитники: Андрей Бущан («Динамо» Харьков), Александр Годынюк («Сокол»), Алексей Житник («Сокол»), Александр Савицкий («Сокол»), Дмитрий Саенко (ШВСМ), Вячеслав Тимченко («Сокол»), Олег Шаргородский («Динамо»).

Нападающие: Вадим Боровский (ШВСМ), Константин Буценко («Динамо»), Виктор Гончаренко (ШВСМ), Эдуард Кудерметов (ШВСМ), Вадим Кулабухов («Сокол»), Виктор Куценко (ШВСМ), Виталий Литвиненко («Динамо»), Валентин Олецкий («Сокол»), Иван Свинцицкий («Сокол»), Андрей Сидоров («Динамо»), Валерий Чёрный («Динамо»).

Главный тренер Александр Сеуканд, тренер Юрий Макренский.
. Белорусская ССР

Вратари: ?

Защитники: Олег Леонтьев, Олег Хмыль («Динамо» Минск), Сергей Федотов («Динамо»).

Нападающие: Вячеслав Садовский («Химик» Новополоцк), Андрей Прима («Химик»), Вадим Бекбулатов («Динамо»), Владимир Каленицкий, Андрей Генкель, Андрей Гусов («Химик»), Олег Антоненко («Динамо»), Владимир Цыплаков («Динамо»), Андрей Колесников, Александр Польшаков, Гончаренко.